# Critèrium del Dauphiné 2021
El Critèrium del Dauphiné 2021, 73 edició del Critèrium del Dauphiné, es disputà entre el 30 de maig i el 6 de juny de 2021 sobre un recorregut de 1.205,5 km repartits entre vuit etapes, amb inici a Issoire i final a Les Gets. La cursa formava part de l'UCI World Tour 2021.
El vencedor final fou l'australià Richie Porte (Ineos Grenadiers), seguit d'Alexey Lutsenko (Astana-Premier Tech) i Geraint Thomas (Ineos Grenadiers). En les classificacions secundàries Sonny Colbrelli (Bahrain Victorious) guanyà la classificació per punts, Mark Padun (Bahrain Victorious) la de la muntanya, David Gaudu (Groupama-FDJ) la dels joves i l'Ineos Grenadiers fou el millor equip.

## Equips participants
En tant que prova World Tour hi prenen part els 19 equips World Tour i dos equips continentals professionals són convidats pels organitzadors, l'Amaury Sport Organisation:
| WorldTeams (19)- AG2R Citroën Team - Astana-Premier Tech - Bahrain Victorious - Bora-Hansgrohe - Cofidis - Deceuninck-Quick Step - EF Education-Nippo - Groupama-FDJ - Ineos Grenadiers - Intermarché-Wanty-Gobert Matériaux - Israel Start-Up Nation - Jumbo-Visma - Lotto Soudal - Movistar Team - Team BikeExchange - Team DSM - Qhubeka Assos - Trek-Segafredo - UAE Team Emirates ProTeams (2)- Arkéa-Samsic - B&B Hotels p/b KTM |
| |

## Etapes
| Etapa    | Data       | Ciutats d'etapa                             | type                      | Distància (km) | Desnivell (m) | Vencedor de l'etapa         | Líder de la general |
| -------- | ---------- | ------------------------------------------- | ------------------------- | -------------- | ------------- | --------------------------- | ------------------- |
| 1a etapa | 30 de maig | Soire – Soire                               | etapa accidentada         | 182,52         | 2.308 m       | Brent Van Moer              | Brent Van Moer      |
| 2a etapa | 31 de maig | Briude – Saug                               | etapa accidentada         | 173,28         | 3.224 m       | Lukas Pöstlberger           | Lukas Pöstlberger   |
| 3a etapa | 1 de juny  | Lanjac – Saint-Haon-le-Vieux                | etapa accidentada         | 171,56         | 2.095 m       | Sonny Colbrelli             | Lukas Pöstlberger   |
| 4a etapa | 2 de juny  | Firminy – Roche-la-Molière                  | contrarellotge individual | 16,53          | 317 m         | Aleksei Lutsenko            | Lukas Pöstlberger   |
| 5a etapa | 3 de juny  | Saint-Chamond – Sant Valier                 | etapa accidentada         | 171,04         | 2.209 m       | Geraint Thomas              | Lukas Pöstlberger   |
| 6a etapa | 4 de juny  | L'Auriòu de Droma – Le Sappey-en-Chartreuse | etapa de mitja muntanya   | 167,26         | 2.706 m       | Alejandro Valverde Belmonte | Aleksei Lutsenko    |
| 7a etapa | 5 de juny  | Saint-Martin-le-Vinoux – La Plagne          | etapa de muntanya         | 171,53         | 4.163 m       | Mark Padun                  | Richie Porte        |
| 8a etapa | 6 de juny  | La Léchère – Les Gets                       | etapa de muntanya         | 147            | 4.190 m       | Mark Padun                  | Richie Porte        |

### 1a etapa
| \| Classificació de l'etapa \| Classificació de l'etapa \| Classificació de l'etapa \| Classificació de l'etapa \| Classificació de l'etapa \| \| Corredor \| Corredor \| Equip \| Temps \| \| \| ------------------------ \| --------------------------- \| ------------------------ \| ------------------------ \| ------------------------ \| \| 1r \| Brent Van Moer \| Lotto-Soudal \| 4h 13' 00" \| \| \| 2n \| Sonny Colbrelli \| Bahrain Victorious \| + 25" \| \| \| 3r \| Clément Venturini \| AG2R Citroën Team \| + 25" \| \| \| 4t \| Jasper Stuyven \| Trek-Segafredo \| + 25" \| \| \| 5è \| Kaden Groves \| Team BikeExchange \| + 25" \| \| \| 6è \| Nils Politt \| Bora-Hansgrohe \| + 25" \| \| \| 7è \| Michał Kwiatkowski \| Ineos Grenadiers \| + 25" \| \| \| 8è \| Kasper Asgreen \| Deceuninck-Quick Step \| + 25" \| \| \| 9è \| Alexander Aranburu Deba \| Astana-Premier Tech \| + 25" \| \| \| 10è \| Alejandro Valverde Belmonte \| Movistar Team \| + 25" \| \| |                             |                       |            |
| |                             |                       |            |
| Font: ProCyclingStats |                             |                       |            |
| Classificació de l'etapa |                             |                       |            |
| Corredor | Corredor                    | Equip                 | Temps      |
| 1r | Brent Van Moer              | Lotto-Soudal          | 4h 13' 00" |
| 2n | Sonny Colbrelli             | Bahrain Victorious    | + 25"      |
| 3r | Clément Venturini           | AG2R Citroën Team     | + 25"      |
| 4t | Jasper Stuyven              | Trek-Segafredo        | + 25"      |
| 5è | Kaden Groves                | Team BikeExchange     | + 25"      |
| 6è | Nils Politt                 | Bora-Hansgrohe        | + 25"      |
| 7è | Michał Kwiatkowski          | Ineos Grenadiers      | + 25"      |
| 8è | Kasper Asgreen              | Deceuninck-Quick Step | + 25"      |
| 9è | Alexander Aranburu Deba     | Astana-Premier Tech   | + 25"      |
| 10è | Alejandro Valverde Belmonte | Movistar Team         | + 25"      |

| \| Classificació general \| Classificació general \| Classificació general \| Classificació general \| Classificació general \| \| Corredor \| Corredor \| Equip \| Temps \| \| \| --------------------- \| ----------------------- \| --------------------- \| --------------------- \| --------------------- \| \| 1r \| Brent Van Moer \| Lotto-Soudal \| 4h 12' 49" \| \| \| 2n \| Sonny Colbrelli \| Bahrain Victorious \| + 30" \| \| \| 3r \| Clément Venturini \| AG2R Citroën Team \| + 32" \| \| \| 4t \| Patrick Gamper \| Bora-Hansgrohe \| + 33" \| \| \| 5è \| Jasper Stuyven \| Trek-Segafredo \| + 36" \| \| \| 6è \| Kaden Groves \| Team BikeExchange \| + 36" \| \| \| 7è \| Nils Politt \| Bora-Hansgrohe \| + 36" \| \| \| 8è \| Michał Kwiatkowski \| Ineos Grenadiers \| + 36" \| \| \| 9è \| Kasper Asgreen \| Deceuninck-Quick Step \| + 36" \| \| \| 10è \| Alexander Aranburu Deba \| Astana-Premier Tech \| + 36" \| \| |                         |                       |            |
| |                         |                       |            |
| Font: ProCyclingStats |                         |                       |            |
| Classificació general |                         |                       |            |
| Corredor | Corredor                | Equip                 | Temps      |
| 1r | Brent Van Moer          | Lotto-Soudal          | 4h 12' 49" |
| 2n | Sonny Colbrelli         | Bahrain Victorious    | + 30"      |
| 3r | Clément Venturini       | AG2R Citroën Team     | + 32"      |
| 4t | Patrick Gamper          | Bora-Hansgrohe        | + 33"      |
| 5è | Jasper Stuyven          | Trek-Segafredo        | + 36"      |
| 6è | Kaden Groves            | Team BikeExchange     | + 36"      |
| 7è | Nils Politt             | Bora-Hansgrohe        | + 36"      |
| 8è | Michał Kwiatkowski      | Ineos Grenadiers      | + 36"      |
| 9è | Kasper Asgreen          | Deceuninck-Quick Step | + 36"      |
| 10è | Alexander Aranburu Deba | Astana-Premier Tech   | + 36"      |

### 2a etapa
| \| Classificació de l'etapa \| Classificació de l'etapa \| Classificació de l'etapa \| Classificació de l'etapa \| Classificació de l'etapa \| \| Corredor \| Corredor \| Equip \| Temps \| \| \| ------------------------ \| --------------------------- \| ------------------------ \| ------------------------ \| ------------------------ \| \| 1r \| Lukas Pöstlberger \| Bora-Hansgrohe \| 4h 25' 20" \| \| \| 2n \| Sonny Colbrelli \| Bahrain Victorious \| + 11" \| \| \| 3r \| Alejandro Valverde Belmonte \| Movistar Team \| + 11" \| \| \| 4t \| Kasper Asgreen \| Deceuninck-Quick Step \| + 11" \| \| \| 5è \| Sven Erik Bystrøm \| UAE Team Emirates \| + 11" \| \| \| 6è \| Patrick Konrad \| Bora-Hansgrohe \| + 11" \| \| \| 7è \| Ilan Van Wilder \| Team DSM \| + 11" \| \| \| 8è \| Greg Van Avermaet \| AG2R Citroën Team \| + 11" \| \| \| 9è \| Alexander Aranburu Deba \| Astana-Premier Tech \| + 11" \| \| \| 10è \| David Gaudu \| Groupama-FDJ \| + 11" \| \| |                             |                       |            |
| |                             |                       |            |
| Font: ProCyclingStats |                             |                       |            |
| Classificació de l'etapa |                             |                       |            |
| Corredor | Corredor                    | Equip                 | Temps      |
| 1r | Lukas Pöstlberger           | Bora-Hansgrohe        | 4h 25' 20" |
| 2n | Sonny Colbrelli             | Bahrain Victorious    | + 11"      |
| 3r | Alejandro Valverde Belmonte | Movistar Team         | + 11"      |
| 4t | Kasper Asgreen              | Deceuninck-Quick Step | + 11"      |
| 5è | Sven Erik Bystrøm           | UAE Team Emirates     | + 11"      |
| 6è | Patrick Konrad              | Bora-Hansgrohe        | + 11"      |
| 7è | Ilan Van Wilder             | Team DSM              | + 11"      |
| 8è | Greg Van Avermaet           | AG2R Citroën Team     | + 11"      |
| 9è | Alexander Aranburu Deba     | Astana-Premier Tech   | + 11"      |
| 10è | David Gaudu                 | Groupama-FDJ          | + 11"      |

| \| Classificació general \| Classificació general \| Classificació general \| Classificació general \| Classificació general \| \| Corredor \| Corredor \| Equip \| Temps \| \| \| --------------------- \| --------------------------- \| --------------------- \| --------------------- \| --------------------- \| \| 1r \| Lukas Pöstlberger \| Bora-Hansgrohe \| 8h 38' 32" \| \| \| 2n \| Sonny Colbrelli \| Bahrain Victorious \| + 12" \| \| \| 3r \| Alejandro Valverde Belmonte \| Movistar Team \| + 20" \| \| \| 4t \| Kasper Asgreen \| Deceuninck-Quick Step \| + 24" \| \| \| 5è \| Alexander Aranburu Deba \| Astana-Premier Tech \| + 24" \| \| \| 6è \| Patrick Konrad \| Bora-Hansgrohe \| + 24" \| \| \| 7è \| Michael Valgren Andersen \| EF Education-Nippo \| + 24" \| \| \| 8è \| Guillaume Martin \| Cofidis \| + 24" \| \| \| 9è \| Geraint Thomas \| Ineos Grenadiers \| + 24" \| \| \| 10è \| Ilan Van Wilder \| Team DSM \| + 24" \| \| |                             |                       |            |
| |                             |                       |            |
| Font: ProCyclingStats |                             |                       |            |
| Classificació general |                             |                       |            |
| Corredor | Corredor                    | Equip                 | Temps      |
| 1r | Lukas Pöstlberger           | Bora-Hansgrohe        | 8h 38' 32" |
| 2n | Sonny Colbrelli             | Bahrain Victorious    | + 12"      |
| 3r | Alejandro Valverde Belmonte | Movistar Team         | + 20"      |
| 4t | Kasper Asgreen              | Deceuninck-Quick Step | + 24"      |
| 5è | Alexander Aranburu Deba     | Astana-Premier Tech   | + 24"      |
| 6è | Patrick Konrad              | Bora-Hansgrohe        | + 24"      |
| 7è | Michael Valgren Andersen    | EF Education-Nippo    | + 24"      |
| 8è | Guillaume Martin            | Cofidis               | + 24"      |
| 9è | Geraint Thomas              | Ineos Grenadiers      | + 24"      |
| 10è | Ilan Van Wilder             | Team DSM              | + 24"      |

### 3a etapa
| \| Classificació de l'etapa \| Classificació de l'etapa \| Classificació de l'etapa \| Classificació de l'etapa \| Classificació de l'etapa \| \| Corredor \| Corredor \| Equip \| Temps \| \| \| ------------------------ \| ------------------------ \| ------------------------ \| ------------------------ \| ------------------------ \| \| 1r \| Sonny Colbrelli \| Bahrain Victorious \| 3h 56' 36" \| \| \| 2n \| Alexander Aranburu Deba \| Astana-Premier Tech \| + 0" \| \| \| 3r \| Brandon McNulty \| UAE Team Emirates \| + 0" \| \| \| 4t \| Jasper Stuyven \| Trek-Segafredo \| + 0" \| \| \| 5è \| Wilco Kelderman \| Bora-Hansgrohe \| + 0" \| \| \| 6è \| Clément Venturini \| AG2R Citroën Team \| + 0" \| \| \| 7è \| Carlos Barbero Cuesta \| Qhubeka Assos \| + 0" \| \| \| 8è \| Clément Russo \| Arkéa-Samsic \| + 0" \| \| \| 9è \| Tim Wellens \| Lotto-Soudal \| + 0" \| \| \| 10è \| Kasper Asgreen \| Deceuninck-Quick Step \| + 0" \| \| |                         |                       |            |
| |                         |                       |            |
| Font: ProCyclingStats |                         |                       |            |
| Classificació de l'etapa |                         |                       |            |
| Corredor | Corredor                | Equip                 | Temps      |
| 1r | Sonny Colbrelli         | Bahrain Victorious    | 3h 56' 36" |
| 2n | Alexander Aranburu Deba | Astana-Premier Tech   | + 0"       |
| 3r | Brandon McNulty         | UAE Team Emirates     | + 0"       |
| 4t | Jasper Stuyven          | Trek-Segafredo        | + 0"       |
| 5è | Wilco Kelderman         | Bora-Hansgrohe        | + 0"       |
| 6è | Clément Venturini       | AG2R Citroën Team     | + 0"       |
| 7è | Carlos Barbero Cuesta   | Qhubeka Assos         | + 0"       |
| 8è | Clément Russo           | Arkéa-Samsic          | + 0"       |
| 9è | Tim Wellens             | Lotto-Soudal          | + 0"       |
| 10è | Kasper Asgreen          | Deceuninck-Quick Step | + 0"       |

| \| Classificació general \| Classificació general \| Classificació general \| Classificació general \| Classificació general \| \| Corredor \| Corredor \| Equip \| Temps \| \| \| --------------------- \| --------------------------- \| --------------------- \| --------------------- \| --------------------- \| \| 1r \| Lukas Pöstlberger \| Bora-Hansgrohe \| 12h 35' 08" \| \| \| 2n \| Sonny Colbrelli \| Bahrain Victorious \| + 2" \| \| \| 3r \| Alexander Aranburu Deba \| Astana-Premier Tech \| + 18" \| \| \| 4t \| Alejandro Valverde Belmonte \| Movistar Team \| + 20" \| \| \| 5è \| Kasper Asgreen \| Deceuninck-Quick Step \| + 23" \| \| \| 6è \| Quentin Pacher \| B&B Hotels p/b KTM \| + 24" \| \| \| 7è \| Patrick Konrad \| Bora-Hansgrohe \| + 24" \| \| \| 8è \| Geraint Thomas \| Ineos Grenadiers \| + 24" \| \| \| 9è \| Ilan Van Wilder \| Team DSM \| + 24" \| \| \| 10è \| Steven Kruijswijk \| Jumbo-Visma \| + 24" \| \| |                             |                       |             |
| |                             |                       |             |
| Font: ProCyclingStats |                             |                       |             |
| Classificació general |                             |                       |             |
| Corredor | Corredor                    | Equip                 | Temps       |
| 1r | Lukas Pöstlberger           | Bora-Hansgrohe        | 12h 35' 08" |
| 2n | Sonny Colbrelli             | Bahrain Victorious    | + 2"        |
| 3r | Alexander Aranburu Deba     | Astana-Premier Tech   | + 18"       |
| 4t | Alejandro Valverde Belmonte | Movistar Team         | + 20"       |
| 5è | Kasper Asgreen              | Deceuninck-Quick Step | + 23"       |
| 6è | Quentin Pacher              | B&B Hotels p/b KTM    | + 24"       |
| 7è | Patrick Konrad              | Bora-Hansgrohe        | + 24"       |
| 8è | Geraint Thomas              | Ineos Grenadiers      | + 24"       |
| 9è | Ilan Van Wilder             | Team DSM              | + 24"       |
| 10è | Steven Kruijswijk           | Jumbo-Visma           | + 24"       |

### 4a etapa
| \| Classificació de l'etapa \| Classificació de l'etapa \| Classificació de l'etapa \| Classificació de l'etapa \| Classificació de l'etapa \| \| Corredor \| Corredor \| Equip \| Temps \| \| \| ------------------------ \| ------------------------ \| ------------------------ \| ------------------------ \| ------------------------ \| \| 1r \| Aleksei Lutsenko \| Astana-Premier Tech \| 21' 36" \| \| \| 2n \| Ion Izagirre Insausti \| Astana-Premier Tech \| + 8" \| \| \| 3r \| Kasper Asgreen \| Deceuninck-Quick Step \| + 9" \| \| \| 4t \| Wilco Kelderman \| Bora-Hansgrohe \| + 12" \| \| \| 5è \| Ilan Van Wilder \| Team DSM \| + 13" \| \| \| 6è \| Richie Porte \| Ineos Grenadiers \| + 15" \| \| \| 7è \| Jonas Vingegaard \| Jumbo-Visma \| + 17" \| \| \| 8è \| Brandon McNulty \| UAE Team Emirates \| + 21" \| \| \| 9è \| Lukas Pöstlberger \| Bora-Hansgrohe \| + 23" \| \| \| 10è \| Geraint Thomas \| Ineos Grenadiers \| + 23" \| \| |                       |                       |         |
| |                       |                       |         |
| Font: ProCyclingStats |                       |                       |         |
| Classificació de l'etapa |                       |                       |         |
| Corredor | Corredor              | Equip                 | Temps   |
| 1r | Aleksei Lutsenko      | Astana-Premier Tech   | 21' 36" |
| 2n | Ion Izagirre Insausti | Astana-Premier Tech   | + 8"    |
| 3r | Kasper Asgreen        | Deceuninck-Quick Step | + 9"    |
| 4t | Wilco Kelderman       | Bora-Hansgrohe        | + 12"   |
| 5è | Ilan Van Wilder       | Team DSM              | + 13"   |
| 6è | Richie Porte          | Ineos Grenadiers      | + 15"   |
| 7è | Jonas Vingegaard      | Jumbo-Visma           | + 17"   |
| 8è | Brandon McNulty       | UAE Team Emirates     | + 21"   |
| 9è | Lukas Pöstlberger     | Bora-Hansgrohe        | + 23"   |
| 10è | Geraint Thomas        | Ineos Grenadiers      | + 23"   |

| \| Classificació general \| Classificació general \| Classificació general \| Classificació general \| Classificació general \| \| Corredor \| Corredor \| Equip \| Temps \| \| \| --------------------- \| --------------------- \| --------------------- \| --------------------- \| --------------------- \| \| 1r \| Lukas Pöstlberger \| Bora-Hansgrohe \| 12h 57' 07" \| \| \| 2n \| Aleksei Lutsenko \| Astana-Premier Tech \| + 1" \| \| \| 3r \| Kasper Asgreen \| Deceuninck-Quick Step \| + 9" \| \| \| 4t \| Ion Izagirre Insausti \| Astana-Premier Tech \| + 9" \| \| \| 5è \| Wilco Kelderman \| Bora-Hansgrohe \| + 13" \| \| \| 6è \| Ilan Van Wilder \| Team DSM \| + 14" \| \| \| 7è \| Richie Porte \| Ineos Grenadiers \| + 16" \| \| \| 8è \| Geraint Thomas \| Ineos Grenadiers \| + 24" \| \| \| 9è \| Patrick Konrad \| Bora-Hansgrohe \| + 32" \| \| \| 10è \| Ben O'Connor \| AG2R Citroën Team \| + 34" \| \| |                       |                       |             |
| |                       |                       |             |
| Font: ProCyclingStats |                       |                       |             |
| Classificació general |                       |                       |             |
| Corredor | Corredor              | Equip                 | Temps       |
| 1r | Lukas Pöstlberger     | Bora-Hansgrohe        | 12h 57' 07" |
| 2n | Aleksei Lutsenko      | Astana-Premier Tech   | + 1"        |
| 3r | Kasper Asgreen        | Deceuninck-Quick Step | + 9"        |
| 4t | Ion Izagirre Insausti | Astana-Premier Tech   | + 9"        |
| 5è | Wilco Kelderman       | Bora-Hansgrohe        | + 13"       |
| 6è | Ilan Van Wilder       | Team DSM              | + 14"       |
| 7è | Richie Porte          | Ineos Grenadiers      | + 16"       |
| 8è | Geraint Thomas        | Ineos Grenadiers      | + 24"       |
| 9è | Patrick Konrad        | Bora-Hansgrohe        | + 32"       |
| 10è | Ben O'Connor          | AG2R Citroën Team     | + 34"       |

### 5a etapa
| \| Classificació de l'etapa \| Classificació de l'etapa \| Classificació de l'etapa \| Classificació de l'etapa \| Classificació de l'etapa \| \| Corredor \| Corredor \| Equip \| Temps \| \| \| ------------------------ \| --------------------------- \| ------------------------ \| ------------------------ \| ------------------------ \| \| 1r \| Geraint Thomas \| Ineos Grenadiers \| 4h 02' 15" \| \| \| 2n \| Sonny Colbrelli \| Bahrain Victorious \| + 0" \| \| \| 3r \| Alexander Aranburu Deba \| Astana-Premier Tech \| + 0" \| \| \| 4t \| Carlos Barbero Cuesta \| Qhubeka Assos \| + 0" \| \| \| 5è \| Mads Würtz Schmidt \| Israel Start-Up Nation \| + 0" \| \| \| 6è \| Michael Valgren Andersen \| EF Education-Nippo \| + 0" \| \| \| 7è \| Patrick Konrad \| Bora-Hansgrohe \| + 0" \| \| \| 8è \| Alejandro Valverde Belmonte \| Movistar Team \| + 0" \| \| \| 9è \| Harry Sweeny \| Lotto-Soudal \| + 0" \| \| \| 10è \| Franck Bonnamour \| B&B Hotels p/b KTM \| + 0" \| \| |                             |                        |            |
| |                             |                        |            |
| Font: ProCyclingStats |                             |                        |            |
| Classificació de l'etapa |                             |                        |            |
| Corredor | Corredor                    | Equip                  | Temps      |
| 1r | Geraint Thomas              | Ineos Grenadiers       | 4h 02' 15" |
| 2n | Sonny Colbrelli             | Bahrain Victorious     | + 0"       |
| 3r | Alexander Aranburu Deba     | Astana-Premier Tech    | + 0"       |
| 4t | Carlos Barbero Cuesta       | Qhubeka Assos          | + 0"       |
| 5è | Mads Würtz Schmidt          | Israel Start-Up Nation | + 0"       |
| 6è | Michael Valgren Andersen    | EF Education-Nippo     | + 0"       |
| 7è | Patrick Konrad              | Bora-Hansgrohe         | + 0"       |
| 8è | Alejandro Valverde Belmonte | Movistar Team          | + 0"       |
| 9è | Harry Sweeny                | Lotto-Soudal           | + 0"       |
| 10è | Franck Bonnamour            | B&B Hotels p/b KTM     | + 0"       |

| \| Classificació general \| Classificació general \| Classificació general \| Classificació general \| Classificació general \| \| Corredor \| Corredor \| Equip \| Temps \| \| \| --------------------- \| --------------------- \| --------------------- \| --------------------- \| --------------------- \| \| 1r \| Lukas Pöstlberger \| Bora-Hansgrohe \| 16h 59' 22" \| \| \| 2n \| Aleksei Lutsenko \| Astana-Premier Tech \| + 1" \| \| \| 3r \| Kasper Asgreen \| Deceuninck-Quick Step \| + 6" \| \| \| 4t \| Ion Izagirre Insausti \| Astana-Premier Tech \| + 9" \| \| \| 5è \| Wilco Kelderman \| Bora-Hansgrohe \| + 13" \| \| \| 6è \| Geraint Thomas \| Ineos Grenadiers \| + 14" \| \| \| 7è \| Ilan Van Wilder \| Team DSM \| + 14" \| \| \| 8è \| Richie Porte \| Ineos Grenadiers \| + 16" \| \| \| 9è \| Patrick Konrad \| Bora-Hansgrohe \| + 32" \| \| \| 10è \| Ben O'Connor \| AG2R Citroën Team \| + 34" \| \| |                       |                       |             |
| |                       |                       |             |
| Font: ProCyclingStats |                       |                       |             |
| Classificació general |                       |                       |             |
| Corredor | Corredor              | Equip                 | Temps       |
| 1r | Lukas Pöstlberger     | Bora-Hansgrohe        | 16h 59' 22" |
| 2n | Aleksei Lutsenko      | Astana-Premier Tech   | + 1"        |
| 3r | Kasper Asgreen        | Deceuninck-Quick Step | + 6"        |
| 4t | Ion Izagirre Insausti | Astana-Premier Tech   | + 9"        |
| 5è | Wilco Kelderman       | Bora-Hansgrohe        | + 13"       |
| 6è | Geraint Thomas        | Ineos Grenadiers      | + 14"       |
| 7è | Ilan Van Wilder       | Team DSM              | + 14"       |
| 8è | Richie Porte          | Ineos Grenadiers      | + 16"       |
| 9è | Patrick Konrad        | Bora-Hansgrohe        | + 32"       |
| 10è | Ben O'Connor          | AG2R Citroën Team     | + 34"       |

### 6a etapa
| \| Classificació de l'etapa \| Classificació de l'etapa \| Classificació de l'etapa \| Classificació de l'etapa \| Classificació de l'etapa \| \| Corredor \| Corredor \| Equip \| Temps \| \| \| ------------------------ \| --------------------------- \| ------------------------ \| ------------------------ \| ------------------------ \| \| 1r \| Alejandro Valverde Belmonte \| Movistar Team \| 3h 52' 53" \| \| \| 2n \| Tao Geoghegan Hart \| Ineos Grenadiers \| + 0" \| \| \| 3r \| Patrick Konrad \| Bora-Hansgrohe \| + 0" \| \| \| 4t \| Wilco Kelderman \| Bora-Hansgrohe \| + 0" \| \| \| 5è \| Enric Mas Nicolau \| Movistar Team \| + 0" \| \| \| 6è \| Sepp Kuss \| Jumbo-Visma \| + 0" \| \| \| 7è \| Aleksei Lutsenko \| Astana-Premier Tech \| + 0" \| \| \| 8è \| Jack Haig \| Bahrain Victorious \| + 0" \| \| \| 9è \| Ben Hermans \| Israel Start-Up Nation \| + 0" \| \| \| 10è \| Steven Kruijswijk \| Jumbo-Visma \| + 0" \| \| |                             |                        |            |
| |                             |                        |            |
| Font: ProCyclingStats |                             |                        |            |
| Classificació de l'etapa |                             |                        |            |
| Corredor | Corredor                    | Equip                  | Temps      |
| 1r | Alejandro Valverde Belmonte | Movistar Team          | 3h 52' 53" |
| 2n | Tao Geoghegan Hart          | Ineos Grenadiers       | + 0"       |
| 3r | Patrick Konrad              | Bora-Hansgrohe         | + 0"       |
| 4t | Wilco Kelderman             | Bora-Hansgrohe         | + 0"       |
| 5è | Enric Mas Nicolau           | Movistar Team          | + 0"       |
| 6è | Sepp Kuss                   | Jumbo-Visma            | + 0"       |
| 7è | Aleksei Lutsenko            | Astana-Premier Tech    | + 0"       |
| 8è | Jack Haig                   | Bahrain Victorious     | + 0"       |
| 9è | Ben Hermans                 | Israel Start-Up Nation | + 0"       |
| 10è | Steven Kruijswijk           | Jumbo-Visma            | + 0"       |

| \| Classificació general \| Classificació general \| Classificació general \| Classificació general \| Classificació general \| \| Corredor \| Corredor \| Equip \| Temps \| \| \| --------------------- \| ------------------------- \| --------------------- \| --------------------- \| --------------------- \| \| 1r \| Aleksei Lutsenko \| Astana-Premier Tech \| 20h 52' 16" \| \| \| 2n \| Ion Izagirre Insausti \| Astana-Premier Tech \| + 8" \| \| \| 3r \| Wilco Kelderman \| Bora-Hansgrohe \| + 12" \| \| \| 4t \| Geraint Thomas \| Ineos Grenadiers \| + 13" \| \| \| 5è \| Ilan Van Wilder \| Team DSM \| + 13" \| \| \| 6è \| Richie Porte \| Ineos Grenadiers \| + 15" \| \| \| 7è \| Patrick Konrad \| Bora-Hansgrohe \| + 27" \| \| \| 8è \| Jack Haig \| Bahrain Victorious \| + 34" \| \| \| 9è \| Steven Kruijswijk \| Jumbo-Visma \| + 39" \| \| \| 10è \| Miguel Ángel López Moreno \| Movistar Team \| + 42" \| \| |                           |                     |             |
| |                           |                     |             |
| Font: ProCyclingStats |                           |                     |             |
| Classificació general |                           |                     |             |
| Corredor | Corredor                  | Equip               | Temps       |
| 1r | Aleksei Lutsenko          | Astana-Premier Tech | 20h 52' 16" |
| 2n | Ion Izagirre Insausti     | Astana-Premier Tech | + 8"        |
| 3r | Wilco Kelderman           | Bora-Hansgrohe      | + 12"       |
| 4t | Geraint Thomas            | Ineos Grenadiers    | + 13"       |
| 5è | Ilan Van Wilder           | Team DSM            | + 13"       |
| 6è | Richie Porte              | Ineos Grenadiers    | + 15"       |
| 7è | Patrick Konrad            | Bora-Hansgrohe      | + 27"       |
| 8è | Jack Haig                 | Bahrain Victorious  | + 34"       |
| 9è | Steven Kruijswijk         | Jumbo-Visma         | + 39"       |
| 10è | Miguel Ángel López Moreno | Movistar Team       | + 42"       |

### 7a etapa
| \| Classificació de l'etapa \| Classificació de l'etapa \| Classificació de l'etapa \| Classificació de l'etapa \| Classificació de l'etapa \| \| Corredor \| Corredor \| Equip \| Temps \| \| \| ------------------------ \| ------------------------- \| ------------------------ \| ------------------------ \| ------------------------ \| \| 1r \| Mark Padun \| Bahrain Victorious \| 4h 35' 07" \| \| \| 2n \| Richie Porte \| Ineos Grenadiers \| + 34" \| \| \| 3r \| Miguel Ángel López Moreno \| Movistar Team \| + 43" \| \| \| 4t \| Jack Haig \| Bahrain Victorious \| + 43" \| \| \| 5è \| Ben O'Connor \| AG2R Citroën Team \| + 47" \| \| \| 6è \| Sepp Kuss \| Jumbo-Visma \| + 52" \| \| \| 7è \| David Gaudu \| Groupama-FDJ \| + 56" \| \| \| 8è \| Enric Mas Nicolau \| Movistar Team \| + 56" \| \| \| 9è \| Geraint Thomas \| Ineos Grenadiers \| + 59" \| \| \| 10è \| Aleksei Lutsenko \| Astana-Premier Tech \| + 1' 00" \| \| |                           |                     |            |
| |                           |                     |            |
| Font: ProCyclingStats |                           |                     |            |
| Classificació de l'etapa |                           |                     |            |
| Corredor | Corredor                  | Equip               | Temps      |
| 1r | Mark Padun                | Bahrain Victorious  | 4h 35' 07" |
| 2n | Richie Porte              | Ineos Grenadiers    | + 34"      |
| 3r | Miguel Ángel López Moreno | Movistar Team       | + 43"      |
| 4t | Jack Haig                 | Bahrain Victorious  | + 43"      |
| 5è | Ben O'Connor              | AG2R Citroën Team   | + 47"      |
| 6è | Sepp Kuss                 | Jumbo-Visma         | + 52"      |
| 7è | David Gaudu               | Groupama-FDJ        | + 56"      |
| 8è | Enric Mas Nicolau         | Movistar Team       | + 56"      |
| 9è | Geraint Thomas            | Ineos Grenadiers    | + 59"      |
| 10è | Aleksei Lutsenko          | Astana-Premier Tech | + 1' 00"   |

| \| Classificació general \| Classificació general \| Classificació general \| Classificació general \| Classificació general \| \| Corredor \| Corredor \| Equip \| Temps \| \| \| --------------------- \| ------------------------- \| --------------------- \| --------------------- \| --------------------- \| \| 1r \| Richie Porte \| Ineos Grenadiers \| 25h 28' 06" \| \| \| 2n \| Aleksei Lutsenko \| Astana-Premier Tech \| + 17" \| \| \| 3r \| Geraint Thomas \| Ineos Grenadiers \| + 29" \| \| \| 4t \| Wilco Kelderman \| Bora-Hansgrohe \| + 33" \| \| \| 5è \| Jack Haig \| Bahrain Victorious \| + 34" \| \| \| 6è \| Miguel Ángel López Moreno \| Movistar Team \| + 38" \| \| \| 7è \| Ion Izagirre Insausti \| Astana-Premier Tech \| + 38" \| \| \| 8è \| Ben O'Connor \| AG2R Citroën Team \| + 1' 00" \| \| \| 9è \| David Gaudu \| Groupama-FDJ \| + 1' 12" \| \| \| 10è \| Aurélien Paret-Peintre \| AG2R Citroën Team \| + 1' 17" \| \| |                           |                     |             |
| |                           |                     |             |
| Font: ProCyclingStats |                           |                     |             |
| Classificació general |                           |                     |             |
| Corredor | Corredor                  | Equip               | Temps       |
| 1r | Richie Porte              | Ineos Grenadiers    | 25h 28' 06" |
| 2n | Aleksei Lutsenko          | Astana-Premier Tech | + 17"       |
| 3r | Geraint Thomas            | Ineos Grenadiers    | + 29"       |
| 4t | Wilco Kelderman           | Bora-Hansgrohe      | + 33"       |
| 5è | Jack Haig                 | Bahrain Victorious  | + 34"       |
| 6è | Miguel Ángel López Moreno | Movistar Team       | + 38"       |
| 7è | Ion Izagirre Insausti     | Astana-Premier Tech | + 38"       |
| 8è | Ben O'Connor              | AG2R Citroën Team   | + 1' 00"    |
| 9è | David Gaudu               | Groupama-FDJ        | + 1' 12"    |
| 10è | Aurélien Paret-Peintre    | AG2R Citroën Team   | + 1' 17"    |

### 8a etapa
| \| Classificació de l'etapa \| Classificació de l'etapa \| Classificació de l'etapa \| Classificació de l'etapa \| Classificació de l'etapa \| \| Corredor \| Corredor \| Equip \| Temps \| \| \| ------------------------ \| ------------------------ \| ------------------------ \| ------------------------ \| ------------------------ \| \| 1r \| Mark Padun \| Bahrain Victorious \| 4h 06' 49" \| \| \| 2n \| Jonas Vingegaard \| Jumbo-Visma \| + 1' 36" \| \| \| 3r \| Patrick Konrad \| Bora-Hansgrohe \| + 1' 36" \| \| \| 4t \| Ben O'Connor \| AG2R Citroën Team \| + 1' 57" \| \| \| 5è \| David Gaudu \| Groupama-FDJ \| + 2' 10" \| \| \| 6è \| Geraint Thomas \| Ineos Grenadiers \| + 2' 10" \| \| \| 7è \| Aleksei Lutsenko \| Astana-Premier Tech \| + 2' 10" \| \| \| 8è \| Richie Porte \| Ineos Grenadiers \| + 2' 10" \| \| \| 9è \| Jack Haig \| Bahrain Victorious \| + 2' 10" \| \| \| 10è \| Guillaume Martin \| Cofidis \| + 2' 10" \| \| |                  |                     |            |
| |                  |                     |            |
| Font: ProCyclingStats |                  |                     |            |
| Classificació de l'etapa |                  |                     |            |
| Corredor | Corredor         | Equip               | Temps      |
| 1r | Mark Padun       | Bahrain Victorious  | 4h 06' 49" |
| 2n | Jonas Vingegaard | Jumbo-Visma         | + 1' 36"   |
| 3r | Patrick Konrad   | Bora-Hansgrohe      | + 1' 36"   |
| 4t | Ben O'Connor     | AG2R Citroën Team   | + 1' 57"   |
| 5è | David Gaudu      | Groupama-FDJ        | + 2' 10"   |
| 6è | Geraint Thomas   | Ineos Grenadiers    | + 2' 10"   |
| 7è | Aleksei Lutsenko | Astana-Premier Tech | + 2' 10"   |
| 8è | Richie Porte     | Ineos Grenadiers    | + 2' 10"   |
| 9è | Jack Haig        | Bahrain Victorious  | + 2' 10"   |
| 10è | Guillaume Martin | Cofidis             | + 2' 10"   |

## Classificacions finals

### Classificació general
| \| Classificació general \| Classificació general \| Classificació general \| Classificació general \| Classificació general \| \| Corredor \| Corredor \| Equip \| Temps \| \| \| --------------------- \| ------------------------- \| --------------------- \| --------------------- \| --------------------- \| \| 1r \| Richie Porte \| Ineos Grenadiers \| 29h 37' 05" \| \| \| 2n \| Aleksei Lutsenko \| Astana-Premier Tech \| + 17" \| \| \| 3r \| Geraint Thomas \| Ineos Grenadiers \| + 29" \| \| \| 4t \| Wilco Kelderman \| Bora-Hansgrohe \| + 33" \| \| \| 5è \| Jack Haig \| Bahrain Victorious \| + 34" \| \| \| 6è \| Miguel Ángel López Moreno \| Movistar Team \| + 38" \| \| \| 7è \| Ion Izagirre Insausti \| Astana-Premier Tech \| + 38" \| \| \| 8è \| Ben O'Connor \| AG2R Citroën Team \| + 47" \| \| \| 9è \| David Gaudu \| Groupama-FDJ \| + 1' 12" \| \| \| 10è \| Tao Geoghegan Hart \| Ineos Grenadiers \| + 1' 57" \| \| |                           |                     |             |
| |                           |                     |             |
| Font: ProCyclingStats |                           |                     |             |
| Classificació general |                           |                     |             |
| Corredor | Corredor                  | Equip               | Temps       |
| 1r | Richie Porte              | Ineos Grenadiers    | 29h 37' 05" |
| 2n | Aleksei Lutsenko          | Astana-Premier Tech | + 17"       |
| 3r | Geraint Thomas            | Ineos Grenadiers    | + 29"       |
| 4t | Wilco Kelderman           | Bora-Hansgrohe      | + 33"       |
| 5è | Jack Haig                 | Bahrain Victorious  | + 34"       |
| 6è | Miguel Ángel López Moreno | Movistar Team       | + 38"       |
| 7è | Ion Izagirre Insausti     | Astana-Premier Tech | + 38"       |
| 8è | Ben O'Connor              | AG2R Citroën Team   | + 47"       |
| 9è | David Gaudu               | Groupama-FDJ        | + 1' 12"    |
| 10è | Tao Geoghegan Hart        | Ineos Grenadiers    | + 1' 57"    |

### Classificacions secundàries
| Classificació de la muntanya | Classificació de la muntanya | Classificació de la muntanya | Classificació de la muntanya | Classificació de la muntanya |
| Corredor                     | Corredor                     | Equip                        | Punts                        |                              |
| ---------------------------- | ---------------------------- | ---------------------------- | ---------------------------- | ---------------------------- |
| 1r                           | Mark Padun                   | Bahrain Victorious           | 50 pts                       |                              |
| 2n                           | Lawson Craddock              | EF Education-Nippo           | 33 pts                       |                              |
| 3r                           | Michael Valgren Andersen     | EF Education-Nippo           | 26 pts                       |                              |
| 4t                           | Matthew Holmes               | Lotto-Soudal                 | 21 pts                       |                              |
| 5è                           | Jack Haig                    | Bahrain Victorious           | 16 pts                       |                              |
| 6è                           | Richie Porte                 | Ineos Grenadiers             | 15 pts                       |                              |
| 7è                           | Nils Politt                  | Bora-Hansgrohe               | 13 pts                       |                              |
| 8è                           | Lukas Pöstlberger            | Bora-Hansgrohe               | 12 pts                       |                              |
| 9è                           | Kenny Elissonde              | Trek-Segafredo               | 12 pts                       |                              |
| 10è                          | Martijn Tusveld              | Team DSM                     | 12 pts                       |                              |

| Classificació de la muntanya | Classificació de la muntanya | Classificació de la muntanya | Classificació de la muntanya | Classificació de la muntanya |
| Corredor                     | Corredor                     | Equip                        | Punts                        |                              |
| ---------------------------- | ---------------------------- | ---------------------------- | ---------------------------- | ---------------------------- |
| 1r                           | Mark Padun                   | Bahrain Victorious           | 50 pts                       |                              |
| 2n                           | Lawson Craddock              | EF Education-Nippo           | 33 pts                       |                              |
| 3r                           | Michael Valgren Andersen     | EF Education-Nippo           | 26 pts                       |                              |
| 4t                           | Matthew Holmes               | Lotto-Soudal                 | 21 pts                       |                              |
| 5è                           | Jack Haig                    | Bahrain Victorious           | 16 pts                       |                              |
| 6è                           | Richie Porte                 | Ineos Grenadiers             | 15 pts                       |                              |
| 7è                           | Nils Politt                  | Bora-Hansgrohe               | 13 pts                       |                              |
| 8è                           | Lukas Pöstlberger            | Bora-Hansgrohe               | 12 pts                       |                              |
| 9è                           | Kenny Elissonde              | Trek-Segafredo               | 12 pts                       |                              |
| 10è                          | Martijn Tusveld              | Team DSM                     | 12 pts                       |                              |

| Classificació per punts | Classificació per punts     | Classificació per punts | Classificació per punts | Classificació per punts |
| Corredor                | Corredor                    | Equip                   | Punts                   |                         |
| ----------------------- | --------------------------- | ----------------------- | ----------------------- | ----------------------- |
| 1r                      | Sonny Colbrelli             | Bahrain Victorious      | 91 pts                  |                         |
| 2n                      | Kasper Asgreen              | Deceuninck-Quick Step   | 58 pts                  |                         |
| 3r                      | Alexander Aranburu Deba     | Astana-Premier Tech     | 58 pts                  |                         |
| 4t                      | Patrick Konrad              | Bora-Hansgrohe          | 56 pts                  |                         |
| 5è                      | Alejandro Valverde Belmonte | Movistar Team           | 51 pts                  |                         |
| 6è                      | Lukas Pöstlberger           | Bora-Hansgrohe          | 37 pts                  |                         |
| 7è                      | Jasper Stuyven              | Trek-Segafredo          | 36 pts                  |                         |
| 8è                      | Mark Padun                  | Bahrain Victorious      | 34 pts                  |                         |
| 9è                      | Geraint Thomas              | Ineos Grenadiers        | 33 pts                  |                         |
| 10è                     | Wilco Kelderman             | Bora-Hansgrohe          | 32 pts                  |                         |

| Classificació per punts | Classificació per punts     | Classificació per punts | Classificació per punts | Classificació per punts |
| Corredor                | Corredor                    | Equip                   | Punts                   |                         |
| ----------------------- | --------------------------- | ----------------------- | ----------------------- | ----------------------- |
| 1r                      | Sonny Colbrelli             | Bahrain Victorious      | 91 pts                  |                         |
| 2n                      | Kasper Asgreen              | Deceuninck-Quick Step   | 58 pts                  |                         |
| 3r                      | Alexander Aranburu Deba     | Astana-Premier Tech     | 58 pts                  |                         |
| 4t                      | Patrick Konrad              | Bora-Hansgrohe          | 56 pts                  |                         |
| 5è                      | Alejandro Valverde Belmonte | Movistar Team           | 51 pts                  |                         |
| 6è                      | Lukas Pöstlberger           | Bora-Hansgrohe          | 37 pts                  |                         |
| 7è                      | Jasper Stuyven              | Trek-Segafredo          | 36 pts                  |                         |
| 8è                      | Mark Padun                  | Bahrain Victorious      | 34 pts                  |                         |
| 9è                      | Geraint Thomas              | Ineos Grenadiers        | 33 pts                  |                         |
| 10è                     | Wilco Kelderman             | Bora-Hansgrohe          | 32 pts                  |                         |

| Classificació del millor jove | Classificació del millor jove | Classificació del millor jove | Classificació del millor jove | Classificació del millor jove |
| Corredor                      | Corredor                      | Equip                         | Temps                         |                               |
| ----------------------------- | ----------------------------- | ----------------------------- | ----------------------------- | ----------------------------- |
| 1r                            | David Gaudu                   | Groupama-FDJ                  | 29h 38' 17"                   |                               |
| 2n                            | Aurélien Paret-Peintre        | AG2R Citroën Team             | + 1' 59"                      |                               |
| 3r                            | Mattias Skjelmose             | Trek-Segafredo                | + 5' 44"                      |                               |
| 4t                            | Felix Gall                    | Team DSM                      | + 7' 43"                      |                               |
| 5è                            | Jaakko Hänninen               | AG2R Citroën Team             | + 25' 15"                     |                               |
| 6è                            | Carlos Rodríguez Cano         | Ineos Grenadiers              | + 26' 04"                     |                               |
| 7è                            | Valentin Madouas              | Groupama-FDJ                  | + 26' 49"                     |                               |
| 8è                            | Mark Padun                    | Bahrain Victorious            | + 27' 29"                     |                               |
| 9è                            | Sylvain Moniquet              | Lotto-Soudal                  | + 28' 07"                     |                               |
| 10è                           | Brandon McNulty               | UAE Team Emirates             | + 32' 23"                     |                               |

| Classificació del millor jove | Classificació del millor jove | Classificació del millor jove | Classificació del millor jove | Classificació del millor jove |
| Corredor                      | Corredor                      | Equip                         | Temps                         |                               |
| ----------------------------- | ----------------------------- | ----------------------------- | ----------------------------- | ----------------------------- |
| 1r                            | David Gaudu                   | Groupama-FDJ                  | 29h 38' 17"                   |                               |
| 2n                            | Aurélien Paret-Peintre        | AG2R Citroën Team             | + 1' 59"                      |                               |
| 3r                            | Mattias Skjelmose             | Trek-Segafredo                | + 5' 44"                      |                               |
| 4t                            | Felix Gall                    | Team DSM                      | + 7' 43"                      |                               |
| 5è                            | Jaakko Hänninen               | AG2R Citroën Team             | + 25' 15"                     |                               |
| 6è                            | Carlos Rodríguez Cano         | Ineos Grenadiers              | + 26' 04"                     |                               |
| 7è                            | Valentin Madouas              | Groupama-FDJ                  | + 26' 49"                     |                               |
| 8è                            | Mark Padun                    | Bahrain Victorious            | + 27' 29"                     |                               |
| 9è                            | Sylvain Moniquet              | Lotto-Soudal                  | + 28' 07"                     |                               |
| 10è                           | Brandon McNulty               | UAE Team Emirates             | + 32' 23"                     |                               |

| Classificació per equips | Classificació per equips | Classificació per equips | Classificació per equips |
| Equip                    | Equip                    | Temps                    |                          |
| ------------------------ | ------------------------ | ------------------------ | ------------------------ |
| 1r                       | Ineos Grenadiers         | 88h 53' 28"              |                          |
| 2n                       | Movistar Team            | + 4' 09"                 |                          |
| 3r                       | Bahrain Victorious       | + 14' 04"                |                          |
| 4t                       | AG2R Citroën Team        | + 21' 32"                |                          |
| 5è                       | Jumbo-Visma              | + 27' 20"                |                          |
| 6è                       | Astana-Premier Tech      | + 29' 30"                |                          |
| 7è                       | Bora-Hansgrohe           | + 43' 13"                |                          |
| 8è                       | Groupama-FDJ             | + 46' 18"                |                          |
| 9è                       | Team DSM                 | + 51' 39"                |                          |
| 10è                      | Trek-Segafredo           | + 53' 46"                |                          |

| Classificació per equips | Classificació per equips | Classificació per equips | Classificació per equips |
| Equip                    | Equip                    | Temps                    |                          |
| ------------------------ | ------------------------ | ------------------------ | ------------------------ |
| 1r                       | Ineos Grenadiers         | 88h 53' 28"              |                          |
| 2n                       | Movistar Team            | + 4' 09"                 |                          |
| 3r                       | Bahrain Victorious       | + 14' 04"                |                          |
| 4t                       | AG2R Citroën Team        | + 21' 32"                |                          |
| 5è                       | Jumbo-Visma              | + 27' 20"                |                          |
| 6è                       | Astana-Premier Tech      | + 29' 30"                |                          |
| 7è                       | Bora-Hansgrohe           | + 43' 13"                |                          |
| 8è                       | Groupama-FDJ             | + 46' 18"                |                          |
| 9è                       | Team DSM                 | + 51' 39"                |                          |
| 10è                      | Trek-Segafredo           | + 53' 46"                |                          |

## Evolució de les classificacions
| Etapa              | Vencedor           | Classificació general | Classificació per punts | Classificació de la muntanya | Classificació dels joves | Classificació per equips |
| ------------------ | ------------------ | --------------------- | ----------------------- | ---------------------------- | ------------------------ | ------------------------ |
| 1                  | Brent Van Moer     | Brent Van Moer        | Brent Van Moer          | Brent Van Moer               | Brent Van Moer           | Lotto Soudal             |
| 2                  | Lukas Pöstlberger  | Lukas Pöstlberger     | Sonny Colbrelli         | Matthew Holmes               | Ilan Van Wilder          | Bora-Hansgrohe           |
| 3                  | Sonny Colbrelli    | Lukas Pöstlberger     | Sonny Colbrelli         | Matthew Holmes               | Ilan Van Wilder          | Bora-Hansgrohe           |
| 4                  | Alexey Lutsenko    | Lukas Pöstlberger     | Sonny Colbrelli         | Matthew Holmes               | Ilan Van Wilder          | Bora-Hansgrohe           |
| 5                  | Geraint Thomas     | Lukas Pöstlberger     | Sonny Colbrelli         | Matthew Holmes               | Ilan Van Wilder          | Bora-Hansgrohe           |
| 6                  | Alejandro Valverde | Alexey Lutsenko       | Sonny Colbrelli         | Matthew Holmes               | Ilan Van Wilder          | Ineos Grenadiers         |
| 7                  | Mark Padun         | Richie Porte          | Sonny Colbrelli         | Lawson Craddock              | David Gaudu              | Ineos Grenadiers         |
| 8                  | Mark Padun         | Richie Porte          | Sonny Colbrelli         | Mark Padun                   | David Gaudu              | Ineos Grenadiers         |
| Classements finals | Classements finals | Richie Porte          | Sonny Colbrelli         | Mark Padun                   | David Gaudu              | Ineos Grenadiers         |

## Llista de participants
| EF Education-Nippo EFN                          | EF Education-Nippo EFN         | EF Education-Nippo EFN |
| ----------------------------------------------- | ------------------------------ | ---------------------- |
| Núm                                             | Ciclista                       | Pos                    |
| 1                                               | Michael Valgren Andersen (DEN) | 24è                    |
| 2                                               | William Barta (USA)            | 94è                    |
| 3                                               | Lawson Craddock (USA)          | 66è                    |
| 4                                               | Julien El Fares (FRA)          | 46è                    |
| 5                                               | Lachlan Morton (AUS)           | DNF-7                  |
| 6                                               | Hideto Nakane (JPN)            | DNF-8                  |
| 7                                               | Logan Owen (USA)               | DNF-8                  |
| Director esportiu: Andreas Klier, Ken Vanmarcke |                                |                        |

| Groupama-FDJ GFC                                | Groupama-FDJ GFC           | Groupama-FDJ GFC |
| ----------------------------------------------- | -------------------------- | ---------------- |
| Núm                                             | Ciclista                   | Pos              |
| 11                                              | David Gaudu (FRA)          | 9è               |
| 12                                              | Bruno Armirail (FRA)       | 41è              |
| 13                                              | William Bonnet (FRA)       | DNF-7            |
| 14                                              | Kevin Geniets (LUX) (ruta) | 61è              |
| 15                                              | Mathieu Ladagnous (FRA)    | 96è              |
| 16                                              | Olivier Le Gac (FRA)       | 90è              |
| 17                                              | Valentin Madouas (FRA)     | 34è              |
| Director esportiu: Thierry Bricaud, Yvon Madiot |                            |                  |

| Cofidis COF                                             | Cofidis COF               | Cofidis COF |
| ------------------------------------------------------- | ------------------------- | ----------- |
| Núm                                                     | Ciclista                  | Pos         |
| 21                                                      | Guillaume Martin (FRA)    | 20è         |
| 22                                                      | Simon Geschke (GER)       | 49è         |
| 23                                                      | Nathan Haas (AUS)         | 101è        |
| 24                                                      | Emmanuel Morin (FRA)      | DNF-8       |
| 25                                                      | Anthony Perez (FRA)       | 57è         |
| 26                                                      | Pierre-Luc Périchon (FRA) | 100è        |
| 27                                                      | Kenneth Vanbilsen (BEL)   | DNF-8       |
| Director esportiu: Alain Deloeuil, Christian Guiberteau |                           |             |

| Ineos Grenadiers IGD                             | Ineos Grenadiers IGD            | Ineos Grenadiers IGD |
| ------------------------------------------------ | ------------------------------- | -------------------- |
| Núm                                              | Ciclista                        | Pos                  |
| 31                                               | Geraint Thomas (GBR)            | 3r                   |
| 32                                               | Andrey Amador Bikkazakova (CRC) | 93è                  |
| 33                                               | Tao Geoghegan Hart (GBR)        | 10è                  |
| 34                                               | Michał Kwiatkowski (POL)        | 68è                  |
| 35                                               | Richie Porte (AUS)              | 1r                   |
| 36                                               | Carlos Rodríguez Cano (ESP)     | 33è                  |
| 37                                               | Dylan van Baarle (NED)          | 59è                  |
| Director esportiu: Gabriel Rasch, Servais Knaven |                                 |                      |

| Jumbo-Visma TJV                                    | Jumbo-Visma TJV         | Jumbo-Visma TJV |
| -------------------------------------------------- | ----------------------- | --------------- |
| Núm                                                | Ciclista                | Pos             |
| 41                                                 | Steven Kruijswijk (NED) | 15è             |
| 42                                                 | Robert Gesink (NED)     | 43è             |
| 43                                                 | Lennard Hofstede (NED)  | DNF-5           |
| 44                                                 | Sepp Kuss (USA)         | 23è             |
| 45                                                 | Tony Martin (GER)       | 106è            |
| 46                                                 | Timo Roosen (NED)       | 80è             |
| 47                                                 | Jonas Vingegaard (DEN)  | 51è             |
| Director esportiu: Grischa Niermann, Merijn Zeeman |                         |                 |

| Movistar Team MOV                                                   | Movistar Team MOV                 | Movistar Team MOV |
| ------------------------------------------------------------------- | --------------------------------- | ----------------- |
| Núm                                                                 | Ciclista                          | Pos               |
| 51                                                                  | Miguel Ángel López Moreno (COL)   | 6è                |
| 52                                                                  | Jorge Arcas (ESP)                 | 69è               |
| 53                                                                  | Imanol Erviti Ollo (ESP)          | 71è               |
| 54                                                                  | Enric Mas Nicolau (ESP)           | 11è               |
| 55                                                                  | José Joaquín Rojas Gil (ESP)      | 67è               |
| 56                                                                  | Alejandro Valverde Belmonte (ESP) | 14è               |
| 57                                                                  | Carlos Verona Quintanilla (ESP)   | 31è               |
| Director esportiu: José Luis Arrieta Lujambio, Pablo Lastras García |                                   |                   |

| Bora-Hansgrohe BOH                                 | Bora-Hansgrohe BOH        | Bora-Hansgrohe BOH |
| -------------------------------------------------- | ------------------------- | ------------------ |
| Núm                                                | Ciclista                  | Pos                |
| 61                                                 | Wilco Kelderman (NED)     | 4t                 |
| 62                                                 | Patrick Gamper (AUT)      | DNF-8              |
| 63                                                 | Patrick Konrad (AUT)      | 12è                |
| 64                                                 | Nils Politt (GER)         | 78è                |
| 65                                                 | Lukas Pöstlberger (AUT)   | 58è                |
| 66                                                 | Michael Schwarzmann (GER) | DNF-8              |
| 67                                                 | Frederik Wandahl (DEN)    | 117è               |
| Director esportiu: Enrico Poitschke, André Schulze |                           |                    |

| AG2R Citroën Team ACT                           | AG2R Citroën Team ACT        | AG2R Citroën Team ACT |
| ----------------------------------------------- | ---------------------------- | --------------------- |
| Núm                                             | Ciclista                     | Pos                   |
| 71                                              | Ben O'Connor (AUS)           | 8è                    |
| 72                                              | Dorian Godon (FRA)           | 54è                   |
| 73                                              | Jaakko Hänninen (FIN)        | 32è                   |
| 74                                              | Oliver Naesen (BEL)          | 77è                   |
| 75                                              | Aurélien Paret-Peintre (FRA) | 13è                   |
| 76                                              | Greg Van Avermaet (BEL)      | 81è                   |
| 77                                              | Clément Venturini (FRA)      | DNF-5                 |
| Director esportiu: Julien Jurdie, Didier Jannel |                              |                       |

| Israel Start-Up Nation ISN                        | Israel Start-Up Nation ISN  | Israel Start-Up Nation ISN |
| ------------------------------------------------- | --------------------------- | -------------------------- |
| Núm                                               | Ciclista                    | Pos                        |
| 81                                                | Christopher Froome (GBR)    | 47è                        |
| 82                                                | Alexander Cataford (CAN)    | 85è                        |
| 83                                                | Omer Goldstein (ISR) (ruta) | 79è                        |
| 84                                                | Ben Hermans (BEL)           | 19è                        |
| 85                                                | Reto Hollenstein (SUI)      | 75è                        |
| 86                                                | Alexis Renard (FRA)         | 111è                       |
| 87                                                | Mads Würtz Schmidt (DEN)    | DNF-8                      |
| Director esportiu: Rik Verbrugghe, Óscar Guerrero |                             |                            |

| Astana-Premier Tech APT                        | Astana-Premier Tech APT               | Astana-Premier Tech APT |
| ---------------------------------------------- | ------------------------------------- | ----------------------- |
| Núm                                            | Ciclista                              | Pos                     |
| 91                                             | Ion Izagirre Insausti (ESP)           | 7è                      |
| 92                                             | Alexander Aranburu Deba (ESP)         | 72è                     |
| 93                                             | Dmitri Grúzdev (KAZ)                  | 108è                    |
| 94                                             | Aleksei Lutsenko (KAZ) (ruta i crono) | 2n                      |
| 95                                             | Yuriy Natarov (KAZ)                   | 95è                     |
| 96                                             | Benjamin Perry (CAN)                  | DNF-2                   |
| 97                                             | Óscar Rodríguez Garaicoechea (ESP)    | 50è                     |
| Director esportiu: Dmitri Fofónov, Steve Bauer |                                       |                         |

| Arkéa-Samsic ARK                                    | Arkéa-Samsic ARK           | Arkéa-Samsic ARK |
| --------------------------------------------------- | -------------------------- | ---------------- |
| Núm                                                 | Ciclista                   | Pos              |
| 101                                                 | Nairo Quintana Rojas (COL) | 18è              |
| 102                                                 | Winner Anacona Gómez (COL) | 88è              |
| 103                                                 | Warren Barguil (FRA)       | 38è              |
| 104                                                 | Anthony Delaplace (FRA)    | DNF-7            |
| 105                                                 | Łukasz Owsian (POL)        | 65è              |
| 106                                                 | Laurent Pichon (FRA)       | 87è              |
| 107                                                 | Clément Russo (FRA)        | DNF-8            |
| Director esportiu: Yvon Ledanois, Sébastien Hinault |                            |                  |

| Lotto-Soudal LTS                                 | Lotto-Soudal LTS         | Lotto-Soudal LTS |
| ------------------------------------------------ | ------------------------ | ---------------- |
| Núm                                              | Ciclista                 | Pos              |
| 111                                              | Tim Wellens (BEL)        | 92è              |
| 112                                              | Steff Cras (BEL)         | 64è              |
| 113                                              | Sébastien Grignard (BEL) | 107è             |
| 114                                              | Matthew Holmes (GBR)     | 102è             |
| 115                                              | Sylvain Moniquet (BEL)   | 37è              |
| 116                                              | Harry Sweeny (AUS)       | DNF-8            |
| 117                                              | Brent Van Moer (BEL)     | 83è              |
| Director esportiu: Maxime Monfort, Herman Frison |                          |                  |

| Bahrain Victorious TBV                                | Bahrain Victorious TBV          | Bahrain Victorious TBV |
| ----------------------------------------------------- | ------------------------------- | ---------------------- |
| Núm                                                   | Ciclista                        | Pos                    |
| 121                                                   | Dylan Teuns (BEL)               | 25è                    |
| 122                                                   | Santiago Buitrago Sánchez (COL) | 55è                    |
| 123                                                   | Eros Capecchi (ITA)             | DNF-1                  |
| 124                                                   | Sonny Colbrelli (ITA)           | 76è                    |
| 125                                                   | Jack Haig (AUS)                 | 5è                     |
| 126                                                   | Marco Haller (AUT)              | 110è                   |
| 127                                                   | Mark Padun (UKR)                | 36è                    |
| Director esportiu: Rolf Aldag, Xavier Florencio Cabré |                                 |                        |

| UAE Team Emirates UAD                           | UAE Team Emirates UAD          | UAE Team Emirates UAD |
| ----------------------------------------------- | ------------------------------ | --------------------- |
| Núm                                             | Ciclista                       | Pos                   |
| 131                                             | Andrés Camilo Ardila (COL)     | 103è                  |
| 132                                             | Mikkel Bjerg (DEN)             | 42è                   |
| 133                                             | Sven Erik Bystrøm (NOR) (ruta) | 91è                   |
| 134                                             | Joe Dombrowski (USA)           | 27è                   |
| 135                                             | Alexander Kristoff (NOR)       | 113è                  |
| 136                                             | Brandon McNulty (USA)          | 40è                   |
| 137                                             | Ivo Oliveira (POR)             | DNF-5                 |
| Director esportiu: Allan Peiper, John Wakefield |                                |                       |

| Deceuninck-Quick Step DQT                       | Deceuninck-Quick Step DQT   | Deceuninck-Quick Step DQT |
| ----------------------------------------------- | --------------------------- | ------------------------- |
| Núm                                             | Ciclista                    | Pos                       |
| 141                                             | Florian Sénéchal (FRA)      | 115è                      |
| 142                                             | Shane Archbold (NZL)        | 114è                      |
| 143                                             | Kasper Asgreen (DEN) (ruta) | 73è                       |
| 144                                             | Josef Černý (CZE)           | 118è                      |
| 145                                             | Ian Garrison (USA)          | DNF-2                     |
| 146                                             | Fabio Jakobsen (NED)        | DNF-8                     |
| 147                                             | Stijn Steels (BEL)          | 112è                      |
| Director esportiu: Wilfried Peeters, Brian Holm |                             |                           |

| Trek-Segafredo TFS                                    | Trek-Segafredo TFS      | Trek-Segafredo TFS |
| ----------------------------------------------------- | ----------------------- | ------------------ |
| Núm                                                   | Ciclista                | Pos                |
| 151                                                   | Michel Ries (LUX)       | 60è                |
| 152                                                   | Julien Bernard (FRA)    | 74è                |
| 153                                                   | Kenny Elissonde (FRA)   | 28è                |
| 154                                                   | Mattias Skjelmose (DEN) | 21è                |
| 155                                                   | Ryan Mullen (IRL)       | DNF-8              |
| 156                                                   | Mads Pedersen (DEN)     | DNF-3              |
| 157                                                   | Jasper Stuyven (BEL)    | 62è                |
| Director esportiu: Steven de Jongh, Iaroslav Popòvitx |                         |                    |

| Team BikeExchange BEX                             | Team BikeExchange BEX  | Team BikeExchange BEX |
| ------------------------------------------------- | ---------------------- | --------------------- |
| Núm                                               | Ciclista               | Pos                   |
| 161                                               | Kevin Colleoni (ITA)   | DNF-7                 |
| 162                                               | Brent Bookwalter (USA) | 97è                   |
| 163                                               | Tsgabu Grmay (ETH)     | 39è                   |
| 164                                               | Kaden Groves (AUS)     | DNF-5                 |
| 165                                               | Damien Howson (AUS)    | 16è                   |
| 166                                               | Barnabás Peák (HUN)    | 98è                   |
| 167                                               | Andrei Zeits (KAZ)     | DNF-7                 |
| Director esportiu: Laurenzo Lapage, Marco Pinotti |                        |                       |

| Team DSM DSM                                        | Team DSM DSM          | Team DSM DSM |
| --------------------------------------------------- | --------------------- | ------------ |
| Núm                                                 | Ciclista              | Pos          |
| 171                                                 | Marco Brenner (GER)   | 82è          |
| 172                                                 | Felix Gall (AUT)      | 22è          |
| 173                                                 | Chad Haga (USA)       | 56è          |
| 174                                                 | Martin Salmon (GER)   | 116è         |
| 175                                                 | Martijn Tusveld (NED) | 45è          |
| 176                                                 | Ilan Van Wilder (BEL) | 44è          |
| 177                                                 | Kevin Vermaerke (USA) | 70è          |
| Director esportiu: Wilbert Broekhuizen, Rudie Kemna |                       |              |

| B&B Hotels p/b KTM BBK                              | B&B Hotels p/b KTM BBK      | B&B Hotels p/b KTM BBK |
| --------------------------------------------------- | --------------------------- | ---------------------- |
| Núm                                                 | Ciclista                    | Pos                    |
| 181                                                 | Pierre Rolland (FRA)        | 29è                    |
| 182                                                 | Franck Bonnamour (FRA)      | 84è                    |
| 183                                                 | Maxime Chevalier (FRA)      | 48è                    |
| 184                                                 | Cyril Gautier (FRA)         | DNF-8                  |
| 185                                                 | Eliot Lietaer (BEL)         | 63è                    |
| 186                                                 | Quentin Pacher (FRA)        | 30è                    |
| 187                                                 | Sebastian Schönberger (AUT) | 89è                    |
| Director esportiu: Gilles Pauchard, Samuel Dumoulin |                             |                        |

| Intermarché-Wanty-Gobert Matériaux IWG                    | Intermarché-Wanty-Gobert Matériaux IWG | Intermarché-Wanty-Gobert Matériaux IWG |
| --------------------------------------------------------- | -------------------------------------- | -------------------------------------- |
| Núm                                                       | Ciclista                               | Pos                                    |
| 191                                                       | Louis Meintjes (RSA)                   | 17è                                    |
| 192                                                       | Jan Bakelants (BEL)                    | 35è                                    |
| 193                                                       | Jeremy Bellicaud (FRA)                 | 109è                                   |
| 194                                                       | Théo Delacroix (FRA)                   | 105è                                   |
| 195                                                       | Jasper De Plus (BEL)                   | DNF-8                                  |
| 196                                                       | Kévin Van Melsen (BEL)                 | 104è                                   |
| 197                                                       | Loïc Vliegen (BEL)                     | DNF-6                                  |
| Director esportiu: Hilaire Van der Schueren, Bart Wellens |                                        |                                        |

| Qhubeka Assos TQA                                      | Qhubeka Assos TQA           | Qhubeka Assos TQA |
| ------------------------------------------------------ | --------------------------- | ----------------- |
| Núm                                                    | Ciclista                    | Pos               |
| 201                                                    | Fabio Aru (ITA)             | 26è               |
| 202                                                    | Sander Armée (BEL)          | 53è               |
| 203                                                    | Carlos Barbero Cuesta (ESP) | 86è               |
| 204                                                    | Sean Bennett (USA)          | 52è               |
| 205                                                    | Michael Gogl (AUT)          | NP-4              |
| 206                                                    | Robert Power (AUS)          | DNF-2             |
| 207                                                    | Dylan Sunderland (AUS)      | 99è               |
| Director esportiu: Lars Michaelsen, Gino Van Oudenhove |                             |                   |

| EF Education-Nippo EFN                          | EF Education-Nippo EFN         | EF Education-Nippo EFN |
| ----------------------------------------------- | ------------------------------ | ---------------------- |
| Núm                                             | Ciclista                       | Pos                    |
| 1                                               | Michael Valgren Andersen (DEN) | 24è                    |
| 2                                               | William Barta (USA)            | 94è                    |
| 3                                               | Lawson Craddock (USA)          | 66è                    |
| 4                                               | Julien El Fares (FRA)          | 46è                    |
| 5                                               | Lachlan Morton (AUS)           | DNF-7                  |
| 6                                               | Hideto Nakane (JPN)            | DNF-8                  |
| 7                                               | Logan Owen (USA)               | DNF-8                  |
| Director esportiu: Andreas Klier, Ken Vanmarcke |                                |                        |

| Groupama-FDJ GFC                                | Groupama-FDJ GFC           | Groupama-FDJ GFC |
| ----------------------------------------------- | -------------------------- | ---------------- |
| Núm                                             | Ciclista                   | Pos              |
| 11                                              | David Gaudu (FRA)          | 9è               |
| 12                                              | Bruno Armirail (FRA)       | 41è              |
| 13                                              | William Bonnet (FRA)       | DNF-7            |
| 14                                              | Kevin Geniets (LUX) (ruta) | 61è              |
| 15                                              | Mathieu Ladagnous (FRA)    | 96è              |
| 16                                              | Olivier Le Gac (FRA)       | 90è              |
| 17                                              | Valentin Madouas (FRA)     | 34è              |
| Director esportiu: Thierry Bricaud, Yvon Madiot |                            |                  |

| Cofidis COF                                             | Cofidis COF               | Cofidis COF |
| ------------------------------------------------------- | ------------------------- | ----------- |
| Núm                                                     | Ciclista                  | Pos         |
| 21                                                      | Guillaume Martin (FRA)    | 20è         |
| 22                                                      | Simon Geschke (GER)       | 49è         |
| 23                                                      | Nathan Haas (AUS)         | 101è        |
| 24                                                      | Emmanuel Morin (FRA)      | DNF-8       |
| 25                                                      | Anthony Perez (FRA)       | 57è         |
| 26                                                      | Pierre-Luc Périchon (FRA) | 100è        |
| 27                                                      | Kenneth Vanbilsen (BEL)   | DNF-8       |
| Director esportiu: Alain Deloeuil, Christian Guiberteau |                           |             |

| Ineos Grenadiers IGD                             | Ineos Grenadiers IGD            | Ineos Grenadiers IGD |
| ------------------------------------------------ | ------------------------------- | -------------------- |
| Núm                                              | Ciclista                        | Pos                  |
| 31                                               | Geraint Thomas (GBR)            | 3r                   |
| 32                                               | Andrey Amador Bikkazakova (CRC) | 93è                  |
| 33                                               | Tao Geoghegan Hart (GBR)        | 10è                  |
| 34                                               | Michał Kwiatkowski (POL)        | 68è                  |
| 35                                               | Richie Porte (AUS)              | 1r                   |
| 36                                               | Carlos Rodríguez Cano (ESP)     | 33è                  |
| 37                                               | Dylan van Baarle (NED)          | 59è                  |
| Director esportiu: Gabriel Rasch, Servais Knaven |                                 |                      |

| Jumbo-Visma TJV                                    | Jumbo-Visma TJV         | Jumbo-Visma TJV |
| -------------------------------------------------- | ----------------------- | --------------- |
| Núm                                                | Ciclista                | Pos             |
| 41                                                 | Steven Kruijswijk (NED) | 15è             |
| 42                                                 | Robert Gesink (NED)     | 43è             |
| 43                                                 | Lennard Hofstede (NED)  | DNF-5           |
| 44                                                 | Sepp Kuss (USA)         | 23è             |
| 45                                                 | Tony Martin (GER)       | 106è            |
| 46                                                 | Timo Roosen (NED)       | 80è             |
| 47                                                 | Jonas Vingegaard (DEN)  | 51è             |
| Director esportiu: Grischa Niermann, Merijn Zeeman |                         |                 |

| Movistar Team MOV                                                   | Movistar Team MOV                 | Movistar Team MOV |
| ------------------------------------------------------------------- | --------------------------------- | ----------------- |
| Núm                                                                 | Ciclista                          | Pos               |
| 51                                                                  | Miguel Ángel López Moreno (COL)   | 6è                |
| 52                                                                  | Jorge Arcas (ESP)                 | 69è               |
| 53                                                                  | Imanol Erviti Ollo (ESP)          | 71è               |
| 54                                                                  | Enric Mas Nicolau (ESP)           | 11è               |
| 55                                                                  | José Joaquín Rojas Gil (ESP)      | 67è               |
| 56                                                                  | Alejandro Valverde Belmonte (ESP) | 14è               |
| 57                                                                  | Carlos Verona Quintanilla (ESP)   | 31è               |
| Director esportiu: José Luis Arrieta Lujambio, Pablo Lastras García |                                   |                   |

| Bora-Hansgrohe BOH                                 | Bora-Hansgrohe BOH        | Bora-Hansgrohe BOH |
| -------------------------------------------------- | ------------------------- | ------------------ |
| Núm                                                | Ciclista                  | Pos                |
| 61                                                 | Wilco Kelderman (NED)     | 4t                 |
| 62                                                 | Patrick Gamper (AUT)      | DNF-8              |
| 63                                                 | Patrick Konrad (AUT)      | 12è                |
| 64                                                 | Nils Politt (GER)         | 78è                |
| 65                                                 | Lukas Pöstlberger (AUT)   | 58è                |
| 66                                                 | Michael Schwarzmann (GER) | DNF-8              |
| 67                                                 | Frederik Wandahl (DEN)    | 117è               |
| Director esportiu: Enrico Poitschke, André Schulze |                           |                    |

| AG2R Citroën Team ACT                           | AG2R Citroën Team ACT        | AG2R Citroën Team ACT |
| ----------------------------------------------- | ---------------------------- | --------------------- |
| Núm                                             | Ciclista                     | Pos                   |
| 71                                              | Ben O'Connor (AUS)           | 8è                    |
| 72                                              | Dorian Godon (FRA)           | 54è                   |
| 73                                              | Jaakko Hänninen (FIN)        | 32è                   |
| 74                                              | Oliver Naesen (BEL)          | 77è                   |
| 75                                              | Aurélien Paret-Peintre (FRA) | 13è                   |
| 76                                              | Greg Van Avermaet (BEL)      | 81è                   |
| 77                                              | Clément Venturini (FRA)      | DNF-5                 |
| Director esportiu: Julien Jurdie, Didier Jannel |                              |                       |

| Israel Start-Up Nation ISN                        | Israel Start-Up Nation ISN  | Israel Start-Up Nation ISN |
| ------------------------------------------------- | --------------------------- | -------------------------- |
| Núm                                               | Ciclista                    | Pos                        |
| 81                                                | Christopher Froome (GBR)    | 47è                        |
| 82                                                | Alexander Cataford (CAN)    | 85è                        |
| 83                                                | Omer Goldstein (ISR) (ruta) | 79è                        |
| 84                                                | Ben Hermans (BEL)           | 19è                        |
| 85                                                | Reto Hollenstein (SUI)      | 75è                        |
| 86                                                | Alexis Renard (FRA)         | 111è                       |
| 87                                                | Mads Würtz Schmidt (DEN)    | DNF-8                      |
| Director esportiu: Rik Verbrugghe, Óscar Guerrero |                             |                            |

| Astana-Premier Tech APT                        | Astana-Premier Tech APT               | Astana-Premier Tech APT |
| ---------------------------------------------- | ------------------------------------- | ----------------------- |
| Núm                                            | Ciclista                              | Pos                     |
| 91                                             | Ion Izagirre Insausti (ESP)           | 7è                      |
| 92                                             | Alexander Aranburu Deba (ESP)         | 72è                     |
| 93                                             | Dmitri Grúzdev (KAZ)                  | 108è                    |
| 94                                             | Aleksei Lutsenko (KAZ) (ruta i crono) | 2n                      |
| 95                                             | Yuriy Natarov (KAZ)                   | 95è                     |
| 96                                             | Benjamin Perry (CAN)                  | DNF-2                   |
| 97                                             | Óscar Rodríguez Garaicoechea (ESP)    | 50è                     |
| Director esportiu: Dmitri Fofónov, Steve Bauer |                                       |                         |

| Arkéa-Samsic ARK                                    | Arkéa-Samsic ARK           | Arkéa-Samsic ARK |
| --------------------------------------------------- | -------------------------- | ---------------- |
| Núm                                                 | Ciclista                   | Pos              |
| 101                                                 | Nairo Quintana Rojas (COL) | 18è              |
| 102                                                 | Winner Anacona Gómez (COL) | 88è              |
| 103                                                 | Warren Barguil (FRA)       | 38è              |
| 104                                                 | Anthony Delaplace (FRA)    | DNF-7            |
| 105                                                 | Łukasz Owsian (POL)        | 65è              |
| 106                                                 | Laurent Pichon (FRA)       | 87è              |
| 107                                                 | Clément Russo (FRA)        | DNF-8            |
| Director esportiu: Yvon Ledanois, Sébastien Hinault |                            |                  |

| Lotto-Soudal LTS                                 | Lotto-Soudal LTS         | Lotto-Soudal LTS |
| ------------------------------------------------ | ------------------------ | ---------------- |
| Núm                                              | Ciclista                 | Pos              |
| 111                                              | Tim Wellens (BEL)        | 92è              |
| 112                                              | Steff Cras (BEL)         | 64è              |
| 113                                              | Sébastien Grignard (BEL) | 107è             |
| 114                                              | Matthew Holmes (GBR)     | 102è             |
| 115                                              | Sylvain Moniquet (BEL)   | 37è              |
| 116                                              | Harry Sweeny (AUS)       | DNF-8            |
| 117                                              | Brent Van Moer (BEL)     | 83è              |
| Director esportiu: Maxime Monfort, Herman Frison |                          |                  |

| Bahrain Victorious TBV                                | Bahrain Victorious TBV          | Bahrain Victorious TBV |
| ----------------------------------------------------- | ------------------------------- | ---------------------- |
| Núm                                                   | Ciclista                        | Pos                    |
| 121                                                   | Dylan Teuns (BEL)               | 25è                    |
| 122                                                   | Santiago Buitrago Sánchez (COL) | 55è                    |
| 123                                                   | Eros Capecchi (ITA)             | DNF-1                  |
| 124                                                   | Sonny Colbrelli (ITA)           | 76è                    |
| 125                                                   | Jack Haig (AUS)                 | 5è                     |
| 126                                                   | Marco Haller (AUT)              | 110è                   |
| 127                                                   | Mark Padun (UKR)                | 36è                    |
| Director esportiu: Rolf Aldag, Xavier Florencio Cabré |                                 |                        |

| UAE Team Emirates UAD                           | UAE Team Emirates UAD          | UAE Team Emirates UAD |
| ----------------------------------------------- | ------------------------------ | --------------------- |
| Núm                                             | Ciclista                       | Pos                   |
| 131                                             | Andrés Camilo Ardila (COL)     | 103è                  |
| 132                                             | Mikkel Bjerg (DEN)             | 42è                   |
| 133                                             | Sven Erik Bystrøm (NOR) (ruta) | 91è                   |
| 134                                             | Joe Dombrowski (USA)           | 27è                   |
| 135                                             | Alexander Kristoff (NOR)       | 113è                  |
| 136                                             | Brandon McNulty (USA)          | 40è                   |
| 137                                             | Ivo Oliveira (POR)             | DNF-5                 |
| Director esportiu: Allan Peiper, John Wakefield |                                |                       |

| Deceuninck-Quick Step DQT                       | Deceuninck-Quick Step DQT   | Deceuninck-Quick Step DQT |
| ----------------------------------------------- | --------------------------- | ------------------------- |
| Núm                                             | Ciclista                    | Pos                       |
| 141                                             | Florian Sénéchal (FRA)      | 115è                      |
| 142                                             | Shane Archbold (NZL)        | 114è                      |
| 143                                             | Kasper Asgreen (DEN) (ruta) | 73è                       |
| 144                                             | Josef Černý (CZE)           | 118è                      |
| 145                                             | Ian Garrison (USA)          | DNF-2                     |
| 146                                             | Fabio Jakobsen (NED)        | DNF-8                     |
| 147                                             | Stijn Steels (BEL)          | 112è                      |
| Director esportiu: Wilfried Peeters, Brian Holm |                             |                           |

| Trek-Segafredo TFS                                    | Trek-Segafredo TFS      | Trek-Segafredo TFS |
| ----------------------------------------------------- | ----------------------- | ------------------ |
| Núm                                                   | Ciclista                | Pos                |
| 151                                                   | Michel Ries (LUX)       | 60è                |
| 152                                                   | Julien Bernard (FRA)    | 74è                |
| 153                                                   | Kenny Elissonde (FRA)   | 28è                |
| 154                                                   | Mattias Skjelmose (DEN) | 21è                |
| 155                                                   | Ryan Mullen (IRL)       | DNF-8              |
| 156                                                   | Mads Pedersen (DEN)     | DNF-3              |
| 157                                                   | Jasper Stuyven (BEL)    | 62è                |
| Director esportiu: Steven de Jongh, Iaroslav Popòvitx |                         |                    |

| Team BikeExchange BEX                             | Team BikeExchange BEX  | Team BikeExchange BEX |
| ------------------------------------------------- | ---------------------- | --------------------- |
| Núm                                               | Ciclista               | Pos                   |
| 161                                               | Kevin Colleoni (ITA)   | DNF-7                 |
| 162                                               | Brent Bookwalter (USA) | 97è                   |
| 163                                               | Tsgabu Grmay (ETH)     | 39è                   |
| 164                                               | Kaden Groves (AUS)     | DNF-5                 |
| 165                                               | Damien Howson (AUS)    | 16è                   |
| 166                                               | Barnabás Peák (HUN)    | 98è                   |
| 167                                               | Andrei Zeits (KAZ)     | DNF-7                 |
| Director esportiu: Laurenzo Lapage, Marco Pinotti |                        |                       |

| Team DSM DSM                                        | Team DSM DSM          | Team DSM DSM |
| --------------------------------------------------- | --------------------- | ------------ |
| Núm                                                 | Ciclista              | Pos          |
| 171                                                 | Marco Brenner (GER)   | 82è          |
| 172                                                 | Felix Gall (AUT)      | 22è          |
| 173                                                 | Chad Haga (USA)       | 56è          |
| 174                                                 | Martin Salmon (GER)   | 116è         |
| 175                                                 | Martijn Tusveld (NED) | 45è          |
| 176                                                 | Ilan Van Wilder (BEL) | 44è          |
| 177                                                 | Kevin Vermaerke (USA) | 70è          |
| Director esportiu: Wilbert Broekhuizen, Rudie Kemna |                       |              |

| B&B Hotels p/b KTM BBK                              | B&B Hotels p/b KTM BBK      | B&B Hotels p/b KTM BBK |
| --------------------------------------------------- | --------------------------- | ---------------------- |
| Núm                                                 | Ciclista                    | Pos                    |
| 181                                                 | Pierre Rolland (FRA)        | 29è                    |
| 182                                                 | Franck Bonnamour (FRA)      | 84è                    |
| 183                                                 | Maxime Chevalier (FRA)      | 48è                    |
| 184                                                 | Cyril Gautier (FRA)         | DNF-8                  |
| 185                                                 | Eliot Lietaer (BEL)         | 63è                    |
| 186                                                 | Quentin Pacher (FRA)        | 30è                    |
| 187                                                 | Sebastian Schönberger (AUT) | 89è                    |
| Director esportiu: Gilles Pauchard, Samuel Dumoulin |                             |                        |

| Intermarché-Wanty-Gobert Matériaux IWG                    | Intermarché-Wanty-Gobert Matériaux IWG | Intermarché-Wanty-Gobert Matériaux IWG |
| --------------------------------------------------------- | -------------------------------------- | -------------------------------------- |
| Núm                                                       | Ciclista                               | Pos                                    |
| 191                                                       | Louis Meintjes (RSA)                   | 17è                                    |
| 192                                                       | Jan Bakelants (BEL)                    | 35è                                    |
| 193                                                       | Jeremy Bellicaud (FRA)                 | 109è                                   |
| 194                                                       | Théo Delacroix (FRA)                   | 105è                                   |
| 195                                                       | Jasper De Plus (BEL)                   | DNF-8                                  |
| 196                                                       | Kévin Van Melsen (BEL)                 | 104è                                   |
| 197                                                       | Loïc Vliegen (BEL)                     | DNF-6                                  |
| Director esportiu: Hilaire Van der Schueren, Bart Wellens |                                        |                                        |

| Qhubeka Assos TQA                                      | Qhubeka Assos TQA           | Qhubeka Assos TQA |
| ------------------------------------------------------ | --------------------------- | ----------------- |
| Núm                                                    | Ciclista                    | Pos               |
| 201                                                    | Fabio Aru (ITA)             | 26è               |
| 202                                                    | Sander Armée (BEL)          | 53è               |
| 203                                                    | Carlos Barbero Cuesta (ESP) | 86è               |
| 204                                                    | Sean Bennett (USA)          | 52è               |
| 205                                                    | Michael Gogl (AUT)          | NP-4              |
| 206                                                    | Robert Power (AUS)          | DNF-2             |
| 207                                                    | Dylan Sunderland (AUS)      | 99è               |
| Director esportiu: Lars Michaelsen, Gino Van Oudenhove |                             |                   |